# 水野健次郎
水野 健次郎（みずの けんじろう、1913年10月7日 - 1999年4月15日 ）は、日本の実業家。ミズノ社長・会長を務めた。父はミズノ創業者の水野利八（次男）。長男はミズノ会長の水野正人、次男はミズノ社長の水野明人。

## 来歴・人物
大阪府大阪市出身。1936年に大阪帝国大学理学部化学科を卒業。大日日本電線での勤務を経て、1942年5月に美津濃取締役に就任。1947年に副社長に就任し、1969年には社長に昇格した。社長在任時には、1969年にアメリカに現地法人を設立するなど、ミズノを世界有数のスポーツ用品メーカーに育て上げた。1988年に会長に就任。
1972年から1994年までに関西経済同友会幹事を務めた。
1999年4月15日に肺炎のために兵庫県西宮市の病院で死去。85歳没。

## 栄誉
- 紺綬褒章(1976年)
- 藍綬褒章(1978年3月)
- フランス・レジオン・ド・ヌール勲章(1984年3月)
- 台湾体育協進会栄誉章(1984年)
- スイス・シャモニー市名誉市民章(1984年)
- オリンピック・オーダー賞(1985年)
- 勲三等瑞宝章(1986年11月)
- 紺綬褒章(1991年)